# 堺市住宅供給公社
堺市住宅供給公社（さかいしじゅうたくきょうきゅうこうしゃ）は、かつて大阪府堺市に存在した地方住宅供給公社である。

## 概要
地方住宅供給公社法に基づき1975年（昭和50年）に設立された。泉北ニュータウンにおける分譲住宅事業を主に実施した。
1992年度（平成4年度）には市営住宅駐車場管理事業、1993年度（平成5年度）には特定優良賃貸住宅等管理事業を開始した。2013年（平成25年）3月には解散する堺市都市整備公社の中心市街地活性化事業を引き継ぎ、中心市街地整備推進機構の指定を受け、中心市街地活性化協議会の運営を開始した。
2001年度（平成13年度）に分譲事業を休止した。
2010年（平成22年）3月末時点では有利子負債はゼロであるものの、総資産1,229百万円に対し、自己資本は三角108百万円の債務超過であった。
2017年（平成29年）4月に堺まちづくり株式会社の設立、2019年度（令和元年度）末に借上特定優良賃貸住宅等管理事業の管理終了となった。
2020年（令和2年）3月31日付で解散した。